# Nitkopodstawkowiec kwiatowaty
Nitkopodstawkowiec kwiatowaty (Filobasidium floriforme L.S. Olive) – gatunek grzybów z rodziny nitkopodstawkowcowatych (Filobasidiaceae).

## Systematyka i nazewnictwo
Pozycja w klasyfikacji według Index Fungorum: Filobasidium Filobasidiaceae, Filobasidiales, Incertae sedis, Tremellomycetes, Agaricomycotina, Basidiomycota, Fungi:
Po raz pierwszy opisał go w 1968 r. Lindsay Shepherd Olive na martwych kwiatach Erianthus giganteus w USA. Nie wskazał typu nomenklatorycznego. Polską nazwę zarekomendował Władysław Wojewoda w 2003 r. „zmienny”

## Charakterystyka
Filobasidium floriforme to grzyb z grupy drożdży podstawkowych. W przeciwieństwie do większości podstawczaków rośnie głównie jako forma drożdżopodobna w postaci pojedynczych komórek, tworząc niewiele form strzępkowych. Jest zdolny do gromadzenia trehalozy, dwucukru, który ze względu na swoje właściwości konserwujące ma wiele zastosowań. Zatem F. floriforme jest kandydatem do analizy ścieżek biochemicznych, które umożliwiają biosyntezę i akumulację trehalozy. Cała grupa Tremellomycete, do której należy F. floriforme, jest interesująca dla analizy ewolucji rozwoju płciowego grzybów.

## Występowanie i siedlisko
W Polsce W. Wojewoda w 2003 r. przytoczył jedno stanowisko podane w 1998 r. w wodzie na Zalewie Szczecińskim, w późniejszych latach podano następne.